# Eccidio di Spino d'Adda
L'eccidio di Spino d'Adda fu una strage compiuta da soldati tedeschi il 27 aprile 1945.

## Fatti
Il 27 aprile 1945, due giorni dopo la Liberazione, colonne di tedeschi erano in fuga anche in Lombardia in direzione nord-est: l'obiettivo era raggiungere Verona per risalire verso il passo del Brennero.
Una di queste colonne quel pomeriggio percorreva la strada tra Paullo, Zelo Buon Persico e Spino d'Adda. Era preceduta da un'auto guidata da Giuseppe Arcaini, membro del CLN lodigiano, il quale, conoscendo il territorio, guidava i soldati tedeschi. L'auto era munita di bandiera bianca e altoparlante per avvertire dell'arrivo della colonna e avvisando di rimanere chiusi lasciandola passare senza alcun danno.
All'entrata del paese di Spino d'Adda, in prossimità della cascina Bassa, tra le 14 e le 14:30 i soldati tedeschi vennero investiti da una scarica di mitragliatrice: uno dei militari rimase ucciso e iniziò immediatamente la rappresaglia fucilando tre persone, tra le quali Luigi Chiesa di soli sedici anni, quindi una quarta presso l'Isola Paolina, e le successive nel centro abitato durante una serie di sparatorie.
Infine, il gruppo prese alcuni ostaggi incamminandosi sulla strada per Rivolta, liberandone alcuni presso questo paese, altri presso Vaprio e Canonica.
I funerali delle dieci vittime furono celebrati il 29 aprile dal parroco del luogo, Mons. Giovanni Quaini, membro segreto del distaccamento locale della 175ª Brigata Garibaldi. La tumulazione avvenne nel cimitero di Spino d'Adda dove, qualche anno dopo, venne costruita un'apposita cappella. Nella piazza davanti al Comune vi è ancora oggi una lapide commemorativa le cui parole furono dettate da Mons. Quaini.

## Vittime
- Francesco Baroni
- Ambrogio Bellanda
- Mario Bruschi
- Angelo Butella
- Prassede Cantalupi
- Luigi Chiesa
- Giacomo Dossena
- Agostino Romano
- Agostino Soldati
- Domenico Zanoletti

- Piergiorgio Bruschi, figlio di tre mesi di Mario, morirà in ospedale per le ferite riportate al cranio a seguito della colluttazione tra i militari, il padre (poi fucilato) e la madre.

Durante il passaggio in una piazzetta, i soldati sfondarono con un cannoncino l'ingresso dell'abitazione di Mario Bruschi, rifugiatosi dopo aver chiuso velocemente la filiale bancaria di cui era direttore. Entrando all'interno strattonarono violentemente la moglie, Bartolomea degli Agosti, che cadde a terra col piccolo Pier Giorgio di soli tre mesi. Il neonato batté la testa senza più riprendersi e morì tre mesi dopo, in luglio. Il padre Mario Bruschi venne invece fucilato fuori dall'abitazione.